# Tikri
Tikri è una suddivisione dell'India, classificata come nagar panchayat, di 13.429 abitanti, situata nel distretto di Bagpat, nello stato federato dell'Uttar Pradesh.